# Annette Funicello
Annette Joanne Funicello (Utica, 22 de octubre de 1942 -  Bakersfield, 8 de abril de 2013) fue una actriz y cantante estadounidense. Comenzó su carrera profesional como actriz infantil a la edad de doce años, Funicello saltó a la fama como uno de los más populares "Mouseketeers" en el original Mickey Mouse Club. Cuando era adolescente, hizo la transición a una exitosa carrera como cantante con el sencillo pop  "O Dio Mio," "Tall Paul" y "Pineapple Princess", así como estableciéndose a sí misma como una actriz de cine, con la popularización de la exitosa saga de películas del género "Beach Party" siendo coprotagonista junto a Frankie Avalon a mediados de la década de 1960.
También tuvo participación en la serie original de "El Zorro" interpretando a Anita Campillo y en el especial "La Boda Pospuesta" interpreta a Constancia de la Torre.
En 1992, Funicello anunció que había sido diagnosticada con esclerosis múltiple. Murió por complicaciones de la enfermedad el 8 de abril de 2013.

## Filmografía
- The Shaggy Dog (El extraño caso de Wilby, 1959)
- Babes in Toyland (1961)
- Escándalo en la playa (1963)
- Zafarrancho en la universidad (1964)
- Locas por Mr. Universo (1964)
- Bikini Beach (1964)
- El club del pijama (1964)
- Diversión en la playa (1965)
- El tío del mono (1965)
- Chicos con faldas, chicas con esquíes (1965) (Cameo)
- Cómo rellenar un bikini salvaje (1965)
- El Dr. G y su máquina de bikinis (1965) (Cameo)
- Fireball 500 (1966)
- Thunder Alley (El callejón del trueno, TVE / Curva peligrosa, DVD,  1967)
- Head (1968)
- Lots of Luck (Mucha suerte, 1985)
- Regreso a la playa (1987)
- La tropa de Beverly Hills (1989) (Cameo)